# Antonino Malara
Antonino Malara (aussi surnommé Nino Malara ou encore Antonio Malara), né le 2 juillet 1898 à Reggio de Calabre et mort le 17 mars 1975 à Rome, est un écrivain, homme politique ainsi que militant anarchiste et antifasciste italien.

## Biographie
Antonino Malara est durant sa jeunesse un cheminot travaillant dans sa région natale, la Calabre (dans la partie sud de l'Italie). Il s'engage ensuite dans la propagande anarchiste. Ainsi, il fait partie des principaux organisateurs des grèves générales des cheminots entre janvier 1920 et 1922. Cette année-là, les fascistes menés par le dictateur Benito Mussolini prennent le pouvoir et Malara est donc licencié. À partir de décembre 1924, il devient le directeur du périodique L’amico del popolo qu'il avait fondé auparavant à Reggio de Calabre avec le philosophe et poète anarchiste Bruno Misefari (1892-1936), frère du député communiste Enzo Misefari et du footballeur Ottavio Misefari. Il continue la publication du journal même après mai 1925 bien qu'il doive entrer dans la clandestinité.
En 1925, il se transfert dans la ville de Cosenza où noue des liens avec le futur ministre communiste Fausto Gullo. Ils sont tous deux arrêtés le 20 septembre par le régime fasciste mais sont relâchés peu de temps après. Malara est finalement réellement arrêté en 1926 pour ses activités dans un groupuscule anarchiste et antifasciste actif à Cosenza. Il est condamné à être déporté pour 5 ans dans le bagne de l'île de Favignana.
Libéré en 1932, il retourne en Calabre où il s'occupe dès 1936 de recruter secrètement des militants pour partir combattre en Espagne durant la Guerre d'Espagne. Arrêté puis libéré en 1939, il fonde en octobre 1942 le groupe clandestin du Front unique pour la liberté qui réunit divers partisans antifascistes et résistants italiens de gauche.
Peu de temps après la Libération italienne par les Alliés, il participe à de nombreuses réunions et congrès anarchistes : celui de Fédération communiste libertaire du Latium (qui se tient à Rome le 6 mai 1945), celui du Congrès national anarchiste (qui se tient à Carrare du 15 au 19 septembre 1945) qui aboutit à la création de la Fédération anarchiste italienne et où Malara est un des trois délégués calabrais avec Giacomo Bottino et Luigi Sofra, et enfin les nombreux congrès de la nouvelle Federazione Anarchica Italiana en mars 1947, en août 1947 et en février 1948 où il représente la fédération anarchiste calabraise.
En fin de vie, il réside à Rome bien qu'il continue de se rendre fréquemment à Cosenza où il reste actif dans les groupes Bakunin et Errico Malatesta. Il décède finalement dans la capitale italienne le 17 mars 1975. Son livre Antifascismo anarchico 1919-1945 : a quelli che rimasero sera publié à titra posthume en 1995.

## Œuvres littéraires
- (it) Nino Malara, Antifascismo anarchico 1919-1945 : a quelli che rimasero, Rome, Sapere 2000, 1995 (lire en ligne).

## Sources
- MALARA Antonino « Nino », Dictionnaire international des militants anarchistes, 15 janvier 2015 (lire en ligne).
- (it) Giuseppe Masi, Tra Calabria e Mezzogiorno. Studi storici in memoria di Tobia Cornacchioli, Pellegrini Editore, 2007 (lire en ligne), p. 270-271, 276 et 316.